# Jan Forstbauer
Jan Forstbauer (* 17. April 1992 in Stuttgart-Bad Cannstatt) ist ein deutscher Handballspieler.

## Karriere

### Im Verein
Jan Forstbauer begann mit dem Handballspielen bei der HSG Cannstatt. Über die HSG Cannstatt/Münster/Max-Eyth-See, den TV Kornwestheim und den TSV Schmiden, wo er für die mit dem TV Oeffingen gebildete Spielgemeinschaft HSC Schmiden-Oeffingen auflief, kam er 2010 zum Zweitligisten TV Bittenfeld. Nach zwei Spielzeiten wechselte der 1,90 Meter große Rückraumspieler 2012 zum Ligakonkurrenten SG Leutershausen. Ab der Saison 2013/14 stand Forstbauer beim Bundesligisten MT Melsungen unter Vertrag, spielte aber aufgrund eines Zweitspielrechts auch weiterhin für die SG Leutershausen. In der Saison 2014/15 besaß er ein Zweitspielrecht für den ThSV Eisenach. In der Saison 2015/16 lief er ausschließlich für die MT Melsungen auf. Ab dem Sommer 2016 stand er beim HSV Hamburg unter Vertrag. Mit dem Handball Sport Verein Hamburg stieg er 2021 als Meister der 2. Bundesliga in die 1. Bundesliga auf. Im Sommer 2022 kehrte Forstbauer zum TV Bittenfeld zurück. Nach der Saison 2023/24 schloss er sich dem Drittligisten HC Oppenweiler/Backnang an. Mit Oppenweiler/Backnang stieg er 2025 in die 2. Bundesliga auf.

### In Auswahlmannschaften
Jan Forstbauer gehörte zum Kader der deutschen Juniorennationalmannschaft, für die er in 53 Länderspielen 163 Tore erzielte, und mit der er 2011 die Juniorenweltmeisterschaft gewann.

## Karrierebilanz
| Saison    | Verein             | Spielklasse         | Sp. | Tore | 7m | Feldtore |
| --------- | ------------------ | ------------------- | --- | ---- | -- | -------- |
| 2010/11   | TV Bittenfeld      | 2. Bundesliga (Süd) | 34  | 64   | 0  | 64       |
| 2011/12   | TV Bittenfeld      | 2. Bundesliga       | 34  | 45   | 0  | 45       |
| 2012/13   | SG Leutershausen   | 2. Bundesliga       | 34  | 138  | 0  | 138      |
| 2013/14   | SG Leutershausen   | 2. Bundesliga       | 31  | 69   | 0  | 69       |
| 2014/15   | ThSV Eisenach      | 2. Bundesliga       | 38  | 71   | 0  | 71       |
| 2015/16   | MT Melsungen       | 1. Bundesliga       | 28  | 14   | 0  | 14       |
| 2016/17   | HSV Hamburg        | 2. Bundesliga       | 0   | 0    | 0  | 0        |
| 2017/18   | HSV Hamburg        | 2. Bundesliga       | 0   | 0    | 0  | 0        |
| 2018/19   | HSV Hamburg        | 2. Bundesliga       | 31  | 61   | 0  | 61       |
| 2019/20   | HSV Hamburg        | 2. Bundesliga       | 24  | 78   | 1  | 79       |
| 2020/21   | HSV Hamburg        | 2. Bundesliga       | 28  | 85   | 0  | 85       |
| 2021/22   | HSV Hamburg        | 1. Bundesliga       | 20  | 63   | 0  | 63       |
| 2022/23   | TVB 1898 Stuttgart | 1. Bundesliga       | 30  | 52   | 0  | 52       |
| 2023/24   | TVB 1898 Stuttgart | 1. Bundesliga       | 34  | 23   | 0  | 23       |
| 2010–2024 | gesamt             | Karriere            | 332 | 740  | 1  | 741      |